# Ernst Friedrich Karl Rosenmüller
Pour les articles homonymes, voir Rosenmüller.
Ernst Friedrich Karl Rosenmüller est un orientaliste et théologien allemand, né le 10 décembre 1768 à Hessberg près de Hildburghausen et mort le 17 septembre 1835 à Leipzig.

## Biographie
Il est professeur de langues orientales à Leipzig et conservateur de la bibliothèque de cette ville. Il est le fils de Johann Georg Rosenmüller.

## Œuvres
Il est l'auteur des Scholia in Vetus Testamentum, 25 vol. in-fol., 1788-1835, un répertoire d'exégèse. Il publia en outre des Manuels de Bibliographie biblique, 1797, d’Archéologie biblique, 1823, de savants travaux sur l'arabe, et prit une part active à la rédaction de la Gazette littéraire de Leipsick.